# Gerardo Vera
Gerardo Vera Perales (Miraflores de la Sierra, Madrid, 10 de marzo de 1947-20 de septiembre de 2020) fue un escenógrafo, diseñador de vestuario, actor y director de cine y de teatro español.

## Trayectoria
Licenciado en Filología Inglesa y Literatura por la Universidad Complutense de Madrid, y en Teatro por la Universidad de Exeter, se inició como actor en Tábano. Fue director del Centro Dramático Nacional entre 2004 y 2011.
En el cine ha dirigido las películas La otra historia de Rosendo Juárez (1990), Una mujer bajo la lluvia (1992), La Celestina (1996), Segunda piel (2000) y Deseo (2002).
Dirigió el espectáculo Azabache en la Expo92 de Sevilla, cosechando un fabuloso éxito, con las máximas figuras de la copla, Juanita Reina, Imperio Argentina, Rocío Jurado, Nati Mistral y María Vidal.
Su montaje de la obra de teatro Divinas palabras, producido por el Centro Dramático Nacional en 2006, inauguró el teatro Valle-Inclán de Madrid. Este espectáculo participó en 2007 en el Festival del Lincoln Center de Nueva York, siendo la primera vez que se representaba en el mismo una obra elaborada en España y en español. Otros montajes que estrenó durante su etapa al frente del CDN fueron Rey Lear (2008), Platonov (2009), Madre Coraje y sus hijos (2010) y Woyzeck (2011).
Tras su paso por el Centro Dramático Nacional se dedica enteramente al teatro, y ha dirigido espectáculos para varios teatros madrileños como Agosto (Condado de Osage) (2011), que fue su último montaje precisamente como director del CDN, con Amparo Baró,  La loba, con Nuria Espert, Maribel y la extraña familia, de Miguel Mihura, en el Infanta Isabel (2013), El crédito, de Jordi Galceran, en el Teatro Maravillas (2013), el El cojo de Inishmaan, de Martin McDonagh, en el Teatro Español (2013) y de nuevo en el Teatro María Guerrero dirige en 2015 Los hermanos Karamázov, de Dostoievski. En 2019 regresa al Teatro María Guerrero con El idiota, de nuevo de Dostoievski.
Entre sus premios se encuentran el de Premio Goya al mejor diseño de vestuario por El amor brujo en 1986 y el Premio Goya a la mejor dirección artística por La niña de tus ojos. En 1988 fue galardonado con el Premio Nacional de Teatro.
Falleció a los 73 años a causa de la pandemia del coronavirus.